# Más País
Más País (en français : « Plus de pays ») était un parti politique espagnol de gauche fondé en septembre 2019 dans la perspective des élections générales de novembre suivant.
Il était emmené par l'ancien numéro deux de Podemos, Íñigo Errejón. Il est associé nationalement avec les écologistes d'Equo, ainsi que la gauche nationaliste valencienne de Compromís et aragonaise de la Chunta Aragonesista dans leurs territoires respectifs.
Le parti fusionne progressivement à partir de 2023 au sein du Mouvement Sumar mais conserve une existence juridique pour continuer à percevoir des financements publics. La section de la communauté de Madrid, Más Madrid, devient quant à elle le référent du Mouvement Sumar dans la communauté autonome mais conserve son indépendance.

## Historique

### Candidature aux législatives
Le 22 septembre 2019, à deux jours de la dissolution des Cortes Generales en vue de convoquer les élections générales du 10 novembre, une assemblée des dirigeants et cadres du parti madrilène Más Madrid — fondé en novembre 2018 par l'ancien numéro deux de Podemos Íñigo Errejón et la maire de Madrid Manuela Carmena — décide de concourir lors de ce scrutin convoqué après que le Parti socialiste et Unidas Podemos ont été incapables de s'entendre pour investir un président du gouvernement.

### Création
Lors d'une réunion publique organisée le 25 septembre au siège de l'Union générale des travailleurs (UGT), syndicat historiquement lié au Parti socialiste, Más Madrid décide de constituer la plateforme électorale Más País et de se présenter uniquement dans les circonscriptions élisant au moins sept députés. La distribution des sièges y étant davantage proportionnelle, la coalition cherche ainsi à éviter que la dispersion des voix de gauche ne lui fasse perdre des sièges dans les territoires les moins peuplés.
Le 27 septembre, le secrétaire général de Podemos en Région de Murcie Óscar Urralburu indique qu'il renonce à ce poste, à son mandat de député à l'Assemblée régionale et qu'il sera tête de liste de Más País dans la circonscription de Murcie lors du scrutin de novembre.
Trois jours plus tard, Más Madrid change officiellement son nom en Más País au registre des partis politiques espagnols du ministère de l'Intérieur. Pour des raisons techniques, le parti reprend le nom de Más Madrid en novembre 2020, avant qu'un parti distinct intitulé Más País soit enregistré en février 2021.

### Alliances
Dès le 23 septembre, la Coalition Compromís, qui participe au gouvernement de la Communauté valencienne et réunit la gauche nationaliste et écosocialiste de cette communauté autonome, approuve de former avec Más Madrid une coalition électorale, réservant la tête de liste de la circonscription de Valence à son député Joan Baldoví. Elle rejette ainsi de rétablir, comme en 2015 et en 2016, une confluence territoriale au sein d'Unidas Podemos.
Quatre jours plus tard, le 27 septembre, à la suite d'un vote de ses adhérents et sympathisants, le parti écologiste Equo annonce rompre avec Unidas Podemos et s'associer avec Más País ; une décision qui provoque le départ de plusieurs cadres de la formation, dont son fondateur et député d'Álava, Juan López de Uralde, qui dit vouloir rejoindre Podemos. Quelques heures plus tard, le comité national de la Chunta Aragonesista (CHA) — parti nationaliste aragonais de gauche qui siège au gouvernement régional — valide à son tour une alliance avec les partisans d'Errejón.
Les coalitions sont officiellement déclarées le 30 septembre à la Junte électorale centrale (JEC), sous les noms de Más País-Equo dans 16 provinces, de Més Compromís dans les trois circonscriptions valenciennes et de Más País-Chunta Aragonesista dans les trois territoires aragonais,.

## Résultats électoraux
| Année   | Congrès des députés | Congrès des députés | Congrès des députés | Congrès des députés | Congrès des députés | Sénat   | Gouvernement |
| Année   | Voix                | %                   | Rang                | Députés             | Chef                | Sénat   | Gouvernement |
| ------- | ------------------- | ------------------- | ------------------- | ------------------- | ------------------- | ------- | ------------ |
| 11/2019 | 584 306             | 2,41                | 7e                  | 1 / 350             | Íñigo Errejón       | 0 / 208 | Soutien      |
| 2023    | Au sein de Sumar    | Au sein de Sumar    | Au sein de Sumar    | 2 / 350             | Íñigo Errejón       | 0 / 208 | Sánchez III  |